# Aéroport de Kattiniq-Donaldson
L'aéroport de Kattiniq-Donaldson (AITA : YAU) est un aéroport situé à environ 20 kilomètres du complexe minier Raglan au Nunavik, au Québec. Il ne comporte qu'une seule piste longue de 1 981 mètres.

## Compagnies et destinations
| Compagnies | Destinations                     |
| ---------- | -------------------------------- |
| Air Inuit  | Charter: Rouyn-Noranda, Val-d'Or |

Édité le 08/03/2018

## Source de la traduction
- (en) Cet article est partiellement ou en totalité issu de l’article de Wikipédia en anglais intitulé « Kattiniq/Donaldson Airport » (voir la liste des auteurs).